# Señal de intervalo
Las señales de intervalo son las señales utilizadas por las emisoras de radio de onda corta como presintonía, unos 5 minutos antes de iniciar sus transmisiones. La señal es una melodía, alguna canción característica del país, el himno nacional o una música incidental que no dura más de 30 a 45 segundos y que se repite una y otra vez durante unos 5 minutos, hasta que se da inicio a la transmisión. Sus propósitos son diversos:
- Hacer que el oyente pueda identificar fácilmente a la estación, aún si la emisora no transmite en un idioma conocido para este.
- Sintonizar la frecuencia correcta de transmisión.
- Informar a otras emisoras de que el canal está ocupado.

La práctica comenzó en Europa en las décadas de 1920 y 1930 en onda corta y aunque ha declinado con la era digital, no obstante no ha desaparecido.

## Algunas señales de intervalo de emisoras internacionales
- Canal Internacional de Radio Nacional de Venezuela: primeras notas de Alma llanera, de Pedro Elías Gutiérrez y Rafael Bolívar Coronado.
- Servicio Mundial de la BBC en inglés: campanas de la iglesia St Mary-le-Bow.
- Servicio Mundial de la BBC en inglés (ocasionalmente): Lillibullero.
- Servicio Mundial de la BBC, otros idiomas, fuera de Europa: 3 notas musicales diciendo B-B-C.
- Servicio Mundial de la BBC, otros idiomas, en Europa: 4 notas diciendo "B-B-B-E", correspondientes a la letra V (significando "Victoria") en código morse.
- Radio Internacional de China: El himno nacional Yiyonggjun Jinxingqu interpretado con campanillas.
- Deutsche Welle: Fidelio, de Ludwig van Beethoven, interpretado con campanillas.
- Radio Internacional de Serbia: himno nacional Bože pravde.
- Radio Australia: Coro de Waltzing Matilda interpretado con campanillas.
- Radio Canadá Internacional: 4 primeras notas en piano de O Canada.
- Radio Francia Internacional: Música disco electrónica, finalizando con 8 compases de La Marsellesa.
- NHK World Radio Japón: Fragmento de la melodía Kojo no tsuki de Rentaro Taki, ejecutada en vibráfono.
- Radio Habana Cuba: Marcha del 26 de julio, interpretada con campanillas y luego por banda militar. Incluye notas de Ich hab' mein Herz in Heidelberg verloren, de Raimund Friedrich Vesely.
- Radio Nederland Wereldomroep: Merck toch hoe sterck (Mirad con qué fuerza), canción patriótica de la Guerra de los Ochenta Años, interpretado con campanillas.
- Radio New Zealand International: llamado de un Pájaro Campana de Nueva Zelanda, ave autóctona, cada 3 minutos.
- Radio Republik Indonesia (RRI): Melodía Rayuan Pulau Kelapa de Ismail Marzuki.
- RTÉ Radio 1: O'Donnell Abú
- Radiotelevizija Slovenija: Melodía electrónica del pájaro Cuculidae.
- Radio Suecia: Ut i vida världen (Fuera del mundo) de Ralph Lundsten.[1]
- Radio Vaticano: Campanas del reloj de la Plaza de San Pedro seguido por la "fanfarria papal".
- Voz de América: Yankee Doodle tocada por una orquesta.
- Voz de Corea: Melodía Canción del General Kim Il Sung.
- Voz de Rusia: Versión de campanilla del coro de La gran puerta de Kiev, movimiento número 10 de la suite Cuadros de una exposición de Modest Músorgski.
- Radio Moscú: Versión de campanilla de un fragmento de la canción patriótica rusa Vasta es mi patria (en ruso: Широка страна моя родная, romanización Shiroka strana moya rodnaya).
- Radio Suiza Internacional: primeros compases del volkslied suizo Lueget, vo Berg und Tal.
- Radio Austria Internacional: El danubio azul de Johann Strauss Jr.
- Radiodifusión Argentina al Exterior: primeras 8 notas del tango Mi Buenos Aires querido de Carlos Gardel.

### Señales de intervalo de lasemisoras de números
Las estaciones numéricas frecuentemente son nombradas después de sus señales de intervalo, tales como Lincolnshire Poacher, o Magnetic Fields a la manera de "Magnetic Fields Part 1" de Jean Michel Jarre.